# 刀美英
刀美英（傣名勐罕凤，1932年—2016年2月1日），云南勐海人，傣族，原西双版纳州政协副主席。她是原勐捧土司、西双版纳州首任州长召存信之妻。
刀美英出生于勐遮土司家庭，母亲孟西利宛纳是召片领（车里宣慰使）刀承恩之五女，因而她也是末代召片领刀世勋的表妹。她三岁时便父母双亡，于是她和姐姐刀兰芳被其舅、副宣慰刀栋刚带入车里宣慰使司署抚养。16岁时，由其舅作主，与勐捧土司召存信成婚。中华人民共和国成立后，刀美英长期在妇联工作，1958年任景洪县妇联副主任。1984年起，历任景洪县人大副主任、县政协副主席，西双版纳州政协常委、州政协副主席等职。此外，她还是全国妇联第三至七届代表，第四、五届执委。2016年2月1日在景洪逝世，终年85岁。